# Higueras
Higueras è un comune spagnolo di 47 abitanti situato nella comunità autonoma Valenciana.